# MySims Kingdom
MySims Kingdom est un jeu vidéo développé par EA Redwood Shores et édité par Electronic Arts. Le jeu est sorti sur Nintendo DS et Wii en 2008.

## Système de jeu
MySims Kingdom reprend le concept de MySims avec des quêtes à réaliser, mais sur le thème d'un royaume imaginaire.

## Accueil
- GameSpot : 7,5 (Wii)[1]
- Jeuxvideo.com : 15/20 (Wii)[2] - 11/20 (DS)[3]